# Kanton Mayen
Der Kanton Mayen (franz.: Canton de Mayen) war eine von zwölf Verwaltungseinheiten, in die sich das Arrondissement Koblenz im Rhein-Mosel-Departement gliederte.

## Geschichte
Der Kanton war in den Jahren 1798 bis 1814 Teil der Ersten Französischen Republik (1799–1804) und des Ersten Französischen Kaiserreichs (1804–1814).
Vor der Annexion des linken Rheinufers im Ersten Koalitionskrieg gehörte der Verwaltungsbezirk des Kantons Mayen hauptsächlich zum Amt Mayen im Kurfürstentum Trier. In einer Statistik aus dem Jahr 1808 werden in allen Gemeinden Schullehrer namentlich aufgeführt.
Kantonspräsident war Franz Peter Hartung, Friedensrichter war Hermann Joseph Grieß.
1814 wurde das Rhein-Mosel-Departement und damit auch der Kanton Mayen vorübergehend Teil des Generalgouvernements Mittelrhein und kam 1815 aufgrund der auf dem Wiener Kongress getroffenen Vereinbarungen zum Königreich Preußen. Unter der preußischen Verwaltung ging der Kanton Mayen im 1816 neu gebildeten Kreis Mayen im Regierungsbezirk Koblenz auf.

## Verwaltungsgliederung
Der Kanton Mayen gliederte sich in 15 Gemeinden mit 36 Ortschaften, die von zwei Mairies verwaltet wurden. Im Jahr 1808 lebten im Kanton insgesamt 7904 Einwohner.

### Mairie Mayen
Zur Mairie Mayen gehörten 27 Ortschaften und Wohnplätze in sieben Gemeinden mit insgesamt 4244 Einwohnern; Bürgermeister: Franz Peter Hartung. 
Gemeinden:
- Allenz, wurde 1969 ein Ortsteil von Alzheim und 1970 Stadtteil von Mayen
- Hausen, seit 1970 Stadtteil von Mayen
- Kottenheim (Cottenheim)
- Kürrenberg (Currenberg), seit 1970 Stadtteil von Mayen
- Mayen, 391 Häuser
- Monreal (Montreal), 97 Häuser
- Reudelsterz

### Mairie St. Johann
Zur Mairie St. Johann (franz.: St. Jean) gehörten acht Gemeinden mit insgesamt 3660 Einwohnern; Bürgermeister: Hirschbrun (1808), Anton Josef Breuer (1811).
Gemeinden:
- Bell
- Ettringen
- Kirchesch, seit 1969 Ortsteil von Kirchwald
- Niedermendig, seit 1969 Stadtteil von Mendig
- Obermendig, seit 1969 Stadtteil von Mendig
- St. Johann, 42 Häuser
- Thür
- Waldesch, seit 1969 Ortsteil von Kirchwald